# Verdrag van Bardo

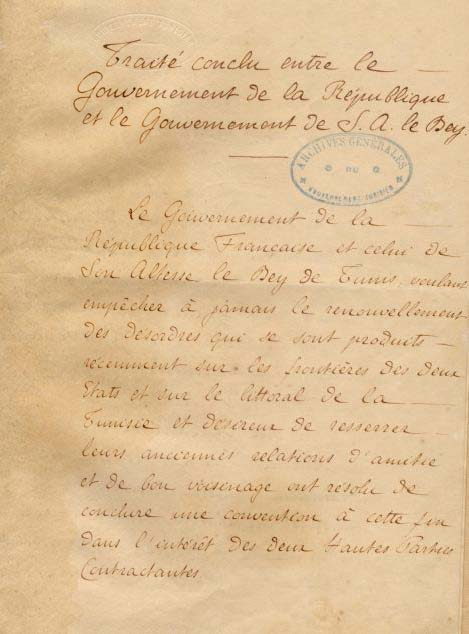
Begin van de verdragstekst

Het Verdrag van Bardo (Frans: Traité du Bardo, Arabisch: معاهدة باردو) of Verdrag van Ksar Saïd vestigde het Frans protectoraat van Tunesië, dat zou duren tot de Tunesische onafhankelijkheid van Frankrijk op 20 maart 1956. Het verdrag werd op 12 mei 1881 ondertekend door vertegenwoordigers van Frankrijk en de bey van Tunis Mohammed as-Sadiq. Tunesië kwam onder de controle van de Franse resident-generaal te staan. Het gezag van de bey werd beperkt tot enkel binnenlandse zaken. In 1883 werd door de Conventies van La Marsa het gezag van de bey nog verder ingeperkt. De naam van het verdrag is afgeleid van de residentie van het Tunesische hof, Le Bardo, waar de beys zich in het begin van de 18e eeuw hadden gevestigd. 

## Context
Tunesië maakte als provincie deel uit van het Ottomaanse Rijk, maar in de praktijk had de bey van Tunis in de 19e eeuw een eigen regering en kende Tunesië een grote mate van autonomie. Frankrijk had sinds 1830 het naburige Algerije veroverd op de Ottomanen. In 1881 werd, op aandringen van de Franse minister-president Jules Ferry, een Frans expeditieleger van 36.000 man naar Tunesië gestuurd. De formele reden hiervoor was om aanvallen van de Tunesische Kroumirie-stam aan de Algerijnse grens af te slaan. De Fransen stuitten op weinig weerstand van de Kroumirie en van Moḥammed as-Sadiq. Op 12 mei 1881 werd de bey door de Franse generaal Bréart gedwongen het Verdrag van Bardo te ondertekenen en werd het Franse protectoraat gevestigd.